# Old Church of St John

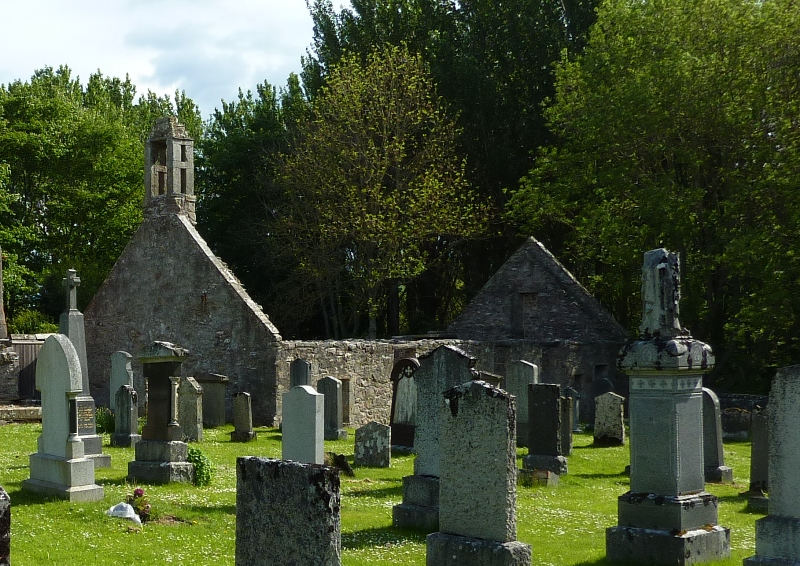
Old Church of St John

Die Old Church of St John, auch Deskford Church, ist eine Kirchenruine in dem schottischen Weiler Kirktown of Deskford in der Council Area Moray. Das Bauwerk ist als Scheduled Monument denkmalgeschützt. Der umgebende Friedhof ist in den schottischen Denkmallisten hingegen als Denkmal der höchsten Denkmalkategorie A klassifiziert.

## Geschichte
Erstmals 1541 wurde eine Kapelle am Standort erwähnt, die zu diesem Zeitpunkt umgebaut wurde. Vier Jahre später wird von einer Kirche gesprochen, sodass davon ausgegangen wird, dass die heutige Ruine im Wesentlichen aus dieser Bauphase hervorgegangen ist. Die Kirche befand sich auf dem Land der Lords Deskford, einer Linie des Clans Ogilvy, die später als Earls of Seafield und Findlater machtvolle Positionen bekleidete.
Das ebenfalls in Ruinen liegende Tower House Tower of Deskford war vermutlich einst direkt mit der Kirche verbunden und ist in den Denkmalschutz der Kirchenruine integriert. Diese Verbindung ist heute jedoch nicht mehr nachvollziehbar. Der als Heilquelle bezeichnete Johannesbrunnen ist zwischenzeitlich versiegt. Eine Aussparung zwischen der Kirchruinen und den Tower House könnte seinen Standort markieren, was jedoch angezweifelt wird.
Mit dem Bau der neuen St John’s Church im Jahre 1872 wurde die vorliegende Kirche redundant und obsolet. Ihr Dach wurde daraufhin abgedeckt und das Mauerwerk zum Erhalt zementverstärkt.

## Beschreibung
Die Ruinen der länglichen Saalkirche stehen am Ostrand des Weilers Kirktown of Deskford. Sie nehmen eine Fläche von 20 m × 7,7 m ein. Ihr Mauerwerk ist zwischen 90 und 120 cm mächtig. Die Gebäudeöffnungen an der Südseite lassen darauf schließen, dass das Mauerwerk im Laufe der Jahrhunderte mehrfach verändert wurde. Eine Aufstockung um 60 bis 90 cm resultiert vermutlich aus der Konsolidierungsmaßnahme nach Abnahme des Daches. Eine hölzerne Patronatsloge wurde nach der schottischen Reformation installiert. Sie war über eine nicht erhaltene Außentreppe am Ostgiebel und eine Türe im Obergeschoss zugänglich. Die Kirche schloss einst mit einem Satteldach. Auf dem Westgiebel sitzt ein schlichter Dachreiter, der einst das offene Geläut trug.

## Friedhof
Eine Bruchsteinmauer umfriedet den umgebenden Friedhof. Der Eingang an der Nordseite ist mit quadratischen Torpfeilern mit gekehlten Decksteinen ausgeführt. In diese ist ein schlichtes gusseisernes Tor eingehängt. Der Friedhof nimmt eine Fläche von rund 0,23 Hektar ein. Das Alter der Grabstätten reicht bis in das 18. Jahrhundert zurück. 2005 war der Friedhof noch in aktiver Benutzung.

## Tower of Deskford
Über den Tower of Deskford ist wenig bekannt. Aus den 1790er Jahren ist überliefert, dass es sich um ein dreigeschossiges Tower House gehandelt haben soll. Es soll verhältnismäßig geräumig mit Innenhof gestaltet gewesen sein. Heute sind nur zwei 1,4 Meter mächtige Fragmente von Bruchsteinmauerwerk bis zu einer Höhe von 2,3 Metern erhalten. Das Erdgeschoss war als Gewölbe ausgeführt. Fragmente einer Wendeltreppe an der Südwestseite lassen auf einen Treppenturm schließen und untermauern die Annahme eines Innenhofs.